# Verneuil (Charente)
Verneuil település Franciaországban, Charente megyében. Lakosainak száma 94 fő (2022. január 1.). Verneuil Massignac, Pressignac, Les Salles-Lavauguyon és Videix községekkel határos.

## Népesség
A település népessége az elmúlt években az alábbi módon változott:
| Lakosok száma | 137  | 105  | 102  | 96   | 97   | 97   | 98   | 99   | 99   | 94   |
|               | 1968 | 1982 | 1990 | 2006 | 2013 | 2015 | 2017 | 2019 | 2020 | 2022 |